# PCAF
Фактор, связанный с P300/СВР (PCAF), также известный как K(лизиновая) ацетилтрансфераза 2B (KAT2B) — ген человека и коактиватор транскрипции, связанный с p53.

## Структура
Несколько доменов PCAF могут действовать самостоятельно или в унисон, чтобы включить её функции. PCAF имеет отдельные домены ацетилтрансферазы и E3 убиквитинлигазы, а также бромодомен для взаимодействия с другими белками. PCAF также обладает сайтами для собственного ацетилирования и убиквитинирования.

## Функция
CBP и р300 — большие ядерные белки, которые связываются с многими последовательности конкретных факторов, участвующих в росте клеток и/или их дифференциации, в том числе c-jun и аденовирусным онкопротеином Е1А. Белок, кодируемый геном PCAF ассоциируцется с p300/CBP. Он обладает в пробирке (in vitro) и в естественных условиях (in vivo) активностью связывания с СВР и р300, и конкурирует с Е1А за сайты связывания в p300/CBP. Он обеспечивает деятельность гистонацетилтрансферазы с основными гистоновыми и нуклеосомными частицами ядра, что указывает, что этот белок играет непосредственную роль в регуляции транскрипции.

## Регуляция
Деятельность ацетилтрансферазы и клеточное расположение PCAF регулируются путём ацетилирования самой PCAF. PCAF может быть автоацетилированной (ацетилировать саму себя) или с помощью р300. Ацетилирование приводит к миграции в ядро и повышению собственной активности ацетилтрансферазы. PCAF взаимодействует и деацетилируется с HDAC3 , что приводит к снижению активности ацетилтрансферазы PCAF и цитоплазматической локализации.

## Белковые взаимодействия
PCAF образует комплексы с многочисленными белками, которые направляют свою активность. Например PCAF набирается из ATF, для ацетилирования гистонов и способствованию транскрипции генов-мишеней ATF4.

## Мишени
Есть различные белковые мишени в деятельности ацетилтрансферазы PCAF, в том числе транскрипционные факторы, такие как Fli1, p53 и многочисленные остатки гистонов. HDM2, сама убиквитинлигаза, становится мишенью p53, как было продемонстрировано, в результате деятельности PCAF.

## Взаимодействия
PCAF, как было показано, взаимодействуют с:
- BRCA2,[8][9]
- CTNNB1,[10]
- CREBBP,[11][12]
- EVI1,[13]
- HNF1A,[14]
- IRF1,[15]
- IRF2,[15][16]
- KLF13,[17]
- Mdm2[18]
- Myc,[19]
- NCOA1,[20]
- POLR2A,[12]
- RBPJ,[21]
- TCF3,[22]
- TRRAP,[19][23] and
- TWIST1.[24]